# Kościół św. Marii w Petersburgu
Kościół św. Marii (ros. Церковь Святой Марии – Cerkow’ Swiatoj Marii, fiń. Pyhän Marian kirkko) – luterański kościół w Petersburgu, główna świątynia Ewangelicko-Luterańskiego Kościoła Ingrii. Wzniesiony w latach 1803-1805, jest historycznie związany ze społecznością fińską w Petersburgu i nazywany jest też kościołem fińskim. Znajduje się w historycznym centrum Petersburga, przy ul. Bolszej Koniuszennej.

## Historia
Od 1710 r. w Petersburgu funkcjonowała szwedzko-fińska parafia luterańska. Według innego źródła zaczęła ona działać jeszcze w 1703 r., rok po tym, gdy Piotr I pozwolił ewangelikom augsburskim swobodnie wyznawać w Rosji swoją wiarę. W 1745 r. wierni fińscy odeszli ze wspólnoty, zakładając własną. W 1767 r. fińscy luteranie otrzymali na swój użytek drewniany kościół, z którego korzystali wcześniej wspólnie ze Szwedami, ci zaś zbudowali nowy kościół św. Katarzyny. 
Niezamożna fińska parafia dopiero na początku XIX w. była w stanie sfinansować budowę nowej, kamiennej świątyni. Kościół został wzniesiony w latach 1803-1805 według projektu Gottlieba Christiana Paulsena. Budowlę konsekrowano 12 grudnia 1805 r. w dniu urodzin cara Aleksandra I. 
W II poł. XIX w. parafia fińska podjęła zbiórkę funduszy na budowę nowego kościoła, powstał też jego projekt, jednak nie zgromadzono odpowiedniej sumy pieniędzy i planowana świątynia w Dzielnicy Wyborskiej, niedaleko Dworca Fińskiego, nigdy nie powstała. 
W końcu XIX w. fińska parafia ewangelicko-augsburska w stolicy Rosji liczyła ok. 17 tys. członków.  
W grudniu 1938 r. władze radzieckie zamknęły kościół. Świątynię oraz parafialną kamienicę przekazano w użytkowanie Ermitażu. Kościół przebudowano na trójkondygnacyjny internat, w którym zamieszkiwali pracownicy muzeum. Do Ermitażu trafiły również elementy wyposażenia świątyni. W 1970 r. budowlę zaadaptowano na Dom Przyrody.
W 1990 r. część budynku została zwrócona Ewangelicko-Luterańskiemu Kościołowi Ingrii, który natychmiast przywrócił obiekt do użytku liturgicznego. W latach 1999-2002 kościół, który po latach nieużytkowania zgodnie z przeznaczeniem był w złym stanie technicznym, był remontowany. 19 maja 2002 r. kościół został powtórnie konsekrowany. 

## Architektura
Kościół został wzniesiony w stylu empire. Na jego elewacji znajduje się portyk z czterema kolumnami w stylu toskańskim. Na skrajach fasady umieszczono nisze z posągami apostołów Piotra i Pawła. Fasada budynku była przebudowywana w II poł. XIX w., według projektu Leontija Benois. Wówczas posągi zastąpiono kamiennymi wazami. W1871 r.pod kierunkiem Karla Andersona przeprowadzono również gruntowną przebudowę wnętrz kościoła. Po przebudowie kościół był dostosowany do równoczesnego udziału 2400 wiernych w nabożeństwie.  